# 笹の滝
笹の滝（ささのたき）は、奈良県吉野郡十津川村にある滝。日本の滝百選に選定されている。
十津川支流の滝川上流域の標高500m付近に位置する。周囲は花崗岩の地質である。直瀑の主瀑があり、その下は岩の上を流れる渓流瀑となっている。主瀑付近は落石があるため立入禁止となっている。
滝の上流には四ッ滝や夫婦滝がある。滝川の源流は大峯奥駈道の一峰、涅槃岳 (1376m) である。